# Tomáš Brousil
Tomáš Brousil (* 13. května 1975 Nitra) je tvůrce písma, typograf a pedagog.

## Život
Od roku 2002 studoval VŠUP v Praze v Ateliéru knižní grafiky a písma pod vedením Jana Solpery a později Františka Štorma (Tvorba písma a typografie). Od roku 2008 do roku 2020 zde působil jako asistent.

## Dílo

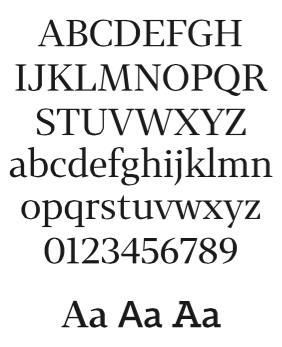
Písmo Tabac (2010)

V roce 2003 založil vlastní písmolijnu Suitcase Type Foundry, kde nejen digitalizuje historická písma (např. Public Stanislava Marša, Teimerovu antikvu, Ladislav dle dochovaných kreseb Ladislava Sutnara aj.), ale především vydává vlastní písmové rodiny (např. Tabac, 2010; Idealista, 2010; Urban Grotesk, 2014). Produkuje rovněž písma na zakázku pro různé instituce a firmy, např. Umprum (2012) pro VŠUP v Praze, Brzda (2006) pro malíře Pavla Brázdu, Union (2007) pro Unii grafického designu nebo Boulevard (2010) pro stejnojmennou síť rychlého občerstvení. V roce 2012 založil společně s Radkem Sidunem písmolijnu Briefcase Type Foundry, která digitalizuje dosud nerealizované návrhy českých a slovenských písem a pomáhá vydávat písma současných mladých autorů, zejména studentů a absolventů VŠUP.